# Casoria Contemporary Art Museum
Le Casoria Contemporary Art Museum, (CAM), est un musée d'art contemporain créé en 2005, à Casoria, une ville située dans la province de Naples, en Campanie. Il est dirigé par Antonio Manfredi.

## Historique
Le musée a été créé en 2005 par son actuel directeur Antonio Manfredi, dans le but de devenir un pôle culturel, un « laboratoire expérimental », mais surtout un point de référence.

### «CAM art war: la guerre de l’art»
Le musée de Casoria a été rendu célèbre le 17 avril 2012 par sa pratique de l’« Art War », qui consiste à brûler trois tableaux par semaine afin de protester contre les importantes coupes budgétaires pour la culture par le gouvernement italien (0,21 % du budget italien consacré à la culture alors que le pays abrite la moitié du patrimoine culturel mondial). Antonio Manfredi, a mis le feu au tableau d’une artiste française, Séverine Bourguignon, qui avait préalablement donné son accord.
Cent cinquante artistes ont soutenu la bataille d’Antonio Manfredi en mettant une de leurs œuvres au feu et en renvoyant à Casoria les cendres de ces toiles ou de ces sculptures qui reposent dans des urnes. Une installation pour « symboliser la mort de la culture ».